# Avi Gabbay
Avraham "Avi" Gabbay (Hebreeuws: אַבְרָהָם "אָבִי" גַּבַּאי ,) (Jeruzalem, 22 februari 1967) is een Israëlische politicus. Hij is de huidige voorzitter van de Arbeidspartij. Avraham Gabbay was een van de oprichters van Kulanu en was van 2015 tot 2016 minister van Milieubescherming voor deze partij in het kabinet-Netanyahu IV. Eind 2016 stapte hij over naar de Arbeidspartij. Op 10 juli 2017 won hij de interne partijverkiezingen van deze partij. 
Gabbay voldeed zijn militaire dienst bij de inlichtingendienst van het leger. Hierna studeerde hij economie en behaalde een MBA aan de Hebreeuwse Universiteit van Jeruzalem.
Hij werkte een aantal jaren op het ministerie van Financiën om vervolgens over te stappen naar het Israëlische telecommunicatiebedrijf Bezeq, waarbinnen hij van 2006 tot aan zijn vertrek in 2013 de functie van CEO bekleedde.
Gabbay behoorde tot de oprichters van Kulanu eind 2014 maar stond niet op de kandidatenlijst voor de verkiezingen van de 20e Knesset enkele maanden later het jaar daarop. Wel werd hij op 14 mei 2015 minister van Milieubescherming in de 34e regering van Israël. Op 31 mei 2016 trad hij terug uit protest tegen de benoeming van Avigdor Lieberman van Jisrael Beeténoe als minister van Defensie.
Avi Gabbay stapte rond het einde van 2016 over naar de Arbeidspartij en werd op 10 juli 2017 gekozen als nieuwe voorzitter van deze partij. Gabbay is echter geen Knessetlid, dus Isaac Herzog blijft in de Knesset voorlopig nog de leider van de Arbeidspartij.
Avi Gabbay is getrouwd, heeft drie kinderen en is woonachtig in Tel Aviv.